# Gossip Girl (boekenreeks)
Gossip Girl is een boekenreeks geschreven door Cecily von Ziegesar voor tieners vanaf 14 jaar. Het eerste boek uit de serie heeft dezelfde naam. De boekenserie heeft ook geleid tot twee spin-offs genaamd The It Girl en Gossip Girl: The Carlyles. Sinds 2007 wordt het door The CW Television Network uitgezonden als een televisieserie in Amerika en sinds 2008 wordt het door Net5 uitgezonden in Nederland.

## Boeken
De reeks wordt gepubliceerd door Alloy Entertainment, New York en wordt in Amerika gedistribueerd door Little, Brown and Company en Bloomsbury Publishing. De gehele boekenserie is gepubliceerd in paperback, behalve het laatste deel, wat verschenen is als hardcover.
In Nederland wordt de reeks gepubliceerd door Gottmer en Boekerij Arena. Tot nu toe zijn alle delen verschenen in paperback.
Gossip Girl
1. Gossip Girl - Gossip Girl
2. We mailen - You know you love me
3. Ik wil alleen maar alles - All I want is everything
4. Omdat ik het waard ben - Because I'm worth it
5. Ik hou van lekker - I like it like that
6. Ik wil jou voor altijd - You're the one that I want
7. Er is geen betere - Nobody does it better
8. Wat er ook gebeurt - Nothing can keep us together
9. Altijd dichtbij - Only in your dreams
10. Gemaakt voor elkaar - It had to be you
11. Deel de passie - Would i lie to you
12. Wie anders? - Don't you forget about me
13. Ik kom altijd uit bij jou - I will always love you

Na de televisie-serie is er een tv-kaft gekomen, en er is ook een kleine wijziging in de volgorde gekomen.
Gossip Girl
1. Gemaakt voor elkaar -  It had to be you ( prequel oftewel hoe het begon )
2. Gossip Girl - Gossip Girl ( deel 1 )
3. We mailen -  You know you love me ( deel 2 )
4. ik wil alleen maar alles - All I want is everything ( deel 3 )
5. Omdat ik het waard ben - Because i'm worth it ( deel 4 )
6. Ik hou van lekker - I like it like that ( deel 5 )
7. Ik wil you voor altijd -  You're the one that I want ( deel 6 )
8. Er is geen betere - Nobody does it better ( deel 7 )
9. Wat er ook gebeurt - Nothing can keep us together ( deel 8 )
10. Altijd dichtbij - Only in your dreams ( deel 9 )
11. Deel de passie - Would i lie to you ( deel 10 )
12. Wie anders? - Don't you forget about me ( deel 11 )
13. Ik kom altijd uit bij jou - I will always love you ( deel 12 )

The It-Girl
1. Schaamteloos - The It-Girl
2. Goddelijk - The It-Girl: Notorious
3. Onweerstaanbaar - The It-Girl: Reckless
4. Verrukkelijk - The It-Girl: Unforgetable
5. Geliefd - The It-Girl: Lucky
6. Lekker - The It-Girl: Tempted
7. Verleidelijk - The It-Girl: Infamous
8. Aanbiddelijk - The It-Girl: Adored
9. Geraffineerd - The It-Girl: Devious
10. Klassiek - The It-Girl: Classic

Gossip Girl, the next generation
1. Gossip Girl, the next generation: Kus, Kus, Kus - Gossip Girl: The Carlyles
2. Gossip Girl, the next generation: Meer, Meer, Meer - You Just Can't Get Enough
3. Gossip Girl, the next generation: Ja, Ja, Ja - Take A Chance On Me
4. Gossip Girl, the next generation: Love, Love, Love - Love the One You're With